# Diuturni temporis
Diuturni temporis („eine lange Zeit“) ist eine Enzyklika Papst Leos XIII. über das Rosenkranzgebet. Sie wurde am 5. September 1898 veröffentlicht.
In dieser sehr kurz gefassten Enzyklika hebt der Papst die Bedeutung seiner bisherigen marianischen Enzykliken hervor (Supremi apostolatus officio von 1883, Superiore anno von 1884, Octobri mense von 1891, Magnae Dei matris von 1892, Laetitiae sanctae von 1893, Iucunda semper expectatione von 1894, Fidentem piumque animum von 1896 und Augustissimae virginis mariae von 1897).
Zurückschauend auf eine lange Zeit seit seiner ersten Enzyklika über den Rosenkranz im Jahre 1883, deren 15-jähriger Wiederkehr des Erscheinungstages der Papst gedenkt, sei die Hervorhebung der Bedeutung des Rosenkranzgebetes weiterhin von hohem Wert. 
Kurz vor dem Beginn des Monats Oktober weist Leo XIII. auf den  kommenden Rosenkranzmonat hin, in dem der Rosenkranz mit großem Eifer gebetet werden solle. Diurni temporis ist die letzte Enzyklika Papst Leos XIII. über den Rosenkranz; es folgte später noch das apostolische Schreiben Parta humano generi, das sich mit dem Rosenkranz als Schutz gegen Häresien befasst.